# 악송구
악송구는 내야수나 외야수가 바운드가 있는 볼을 캐치하여 송구하면 주자를 아웃시키기 가능하다는 판단을 내려 주자가 당도하려는 루의 내야수에게 송구를 했지만 이 때 송구의 컨트롤에 실패하거나 받아야 할 내야수의 실책으로 송구를 받으려는 내야수의 글러브에 볼이 들어가지 않는 것을 말한다. '악송구(惡送球)'는 '공을 던진 수비수의 송구가 잘 되지 않았다'라는 뜻이지만, 잘 던진 송구를 받아야 할 내야수의 실책으로 볼을 받지 못 할때도 '악송구'라는 표현을 사용한다.

## 같이 보기
- 폭투
- 패스트 볼 (실책)